# Soldat ras

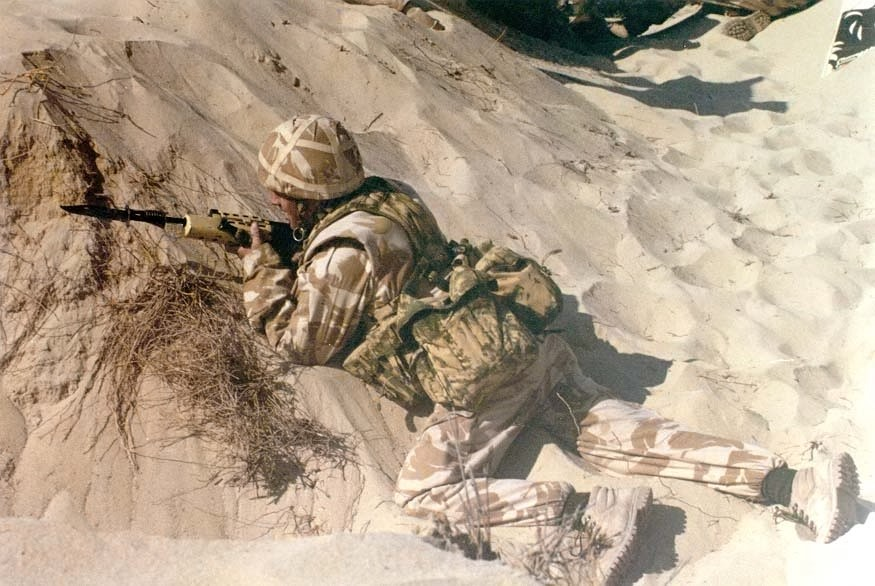
Soldat ras britànic a l'operació Tempesta del desert de la Guerra del Golf de 1991 a Iraq. Va ser un conflicte bèl·lic entre Iraq i una coalició de forces de 34 estats sota un mandat de les Nacions Unides i liderades per l'exèrcit dels Estats Units. Va acabar el 28 de febrer de 1991 amb la rendició de l'Iraq.

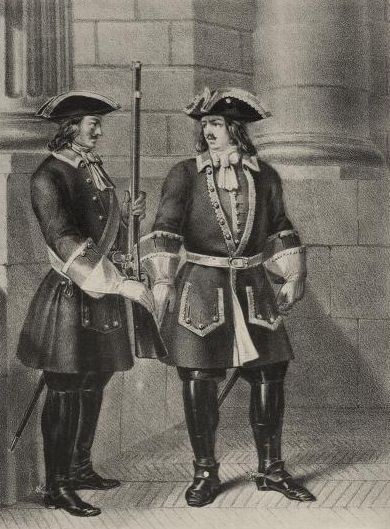
Un soldat ras, en una il·lustració de finals de la dècada del 1720.

El soldat ras és un membre de les forces armades que ja ha ingressat i és efectiu, però ocupa l'escalafó més baix després del recluta en la cadena de comandament.
Un soldat ras no té ningú al seu comandament i es diferencia d'un guerrer o d'un milicià per la submissió a una disciplina més jerarquitzada, una reglamentació estricta i l'ús d'uniforme i símbols obligatoris.
La figura del soldat existeix des de la revolució neolítica, perquè aquesta possibilità la creació d'estructures polítiques ciutadanes i estatals, amb prou capacitat econòmica per mantenir professionals de la guerra que tenien per missió defensar les seves estructures polítiques.
A l'exèrcit espanyol se l'anomena, simplement, "soldat", amb tot, el personal no familiaritzat amb la terminologia militar entén millor el terme "soldat ras". En qualsevol cas, és l'element bàsic i de la seva preparació depèn, en gran part, l'eficàcia de les forces armades.
A l'Armada, excepte en el cos d'Infanteria de Marina, en lloc de soldats hi ha mariners. El seu cap més immediat és el caporal. Tots dos, caporal i soldat, formen part de la tropa.
En els països que formen part de l'OTAN al grau de soldat ras li correspon el codi OR-1 segons la norma STANAG 2116 que estandarditza els graus del personal militar.